# Rolf Arland
Rolf Arland, właśc. Hans Heinz Mühlbauer (ur. 4 marca 1922 w Monachium, zm. 10 lutego 2015 w Gilching) – niemiecki kompozytor.

## Życiorys
Rolf Arland w młodości uczył się gry na fortepianie, po zakończeniu II wojny światowej pracował w administracji miasta Monachium, a potem na pół etatu jako muzyk i zaczął pisać własne kompozycje na początku lat 60.
Po pierwszych sukcesach w karierze muzycznej, odkrył talent Roya Blacka podczas koncertu w Augsburgu, z którym wkrótce nawiązał współpracę i nagrali kilka przebojów, takich jak m.in.: Du bist nicht allein (1965), Ganz in Weiß (1966). W 1968 roku nawiązał współpracę z Chrisem Robertsem, z którym w tym samym roku nagrał przebój pt. Die Maschen der Mädchen.

## Życie prywatne
Rolf Arland ma syna Henry'ego (ur. 1945) – klarnecistę i kompozytora oraz trójkę wnucząt: Maxiego (ur. 1981) – piosenkarza i prezentera telewizyjnego, Hansiego (ur. 1983) – piosenkarza, autora tekstów, kompozytora, producenta muzycznego i realizatora dźwięku oraz Victorię (ur. 1989).

## Śmierć
Rolf Arland zmarł 10 lutego 2015 roku w Gilching w wieku 92 lat.

## Piosenki
- 1962: Die große Nummer wird gemacht (wyk. Ralf Bendix)
- 1963: Der Schatz im Silbersee (wyk. Medium Terzett)
- 1965: Du bist nicht allein (wyk. Roy Black)
- 1966: Ganz in Weiß (wyk. Roy Black)
- 1967: Goodnight My Love (wyk. Roy Black)
- 1968: Du bist da (wyk. Roy Black)
- 1968: Ich denk an dich (wyk. Roy Black)
- 1968: Die Maschen der Mädchen (wyk. Chris Roberts)
- 1968: Das Mädchen Carina (wyk. Roy Black)
- 1969: Mein schönster Traum (wyk. Roy Black)
- 1970: Du bist nicht mit Gold zu bezahlen (wyk. Chris Roberts)
- 1970: Ich hab’ geträumt, das Glück kam heut’ zu mir (wyk. Roy Black)
- 1972: Ich glaube an dich (wyk. Roy Black)
- 1973: Ich will dich nicht verlieren (wyk. Roy Black)